# Juan Espinosa (político)
Juan Espinosa fue un político nicaragüense. En calidad de Presidente del Consejo Representativo desempeñó el cargo de Consejero Jefe del Estado de Nicaragua, encargado del Poder Ejecutivo, de 1829 a 1830, en ausencia de Dionisio Herrera, Jefe del Estado electo.

## Su actuación política
El 1 de noviembre de 1829 la nueva Asamblea Legislativa del Estado de Nicaragua, reunida en la ciudad de Rivas a instancias del Gobierno Federal de Centroamérica, elige como nuevo Jefe Supremo del Estado a Dionisio Herrera, distinguido liberal hondureño, mandado por el Gobierno Federal en calidad de pacificador a fin de restablecer la paz en Nicaragua. Sin embargo, Herrera pudo asumir el mando tan sólo unos meses después, por lo que el Poder Ejecutivo fue entregado de manera provisional a Juan Espinosa, Presidente del Consejo Representativo, quien estuvo a cargo del gobierno desde el 8 de noviembre de 1829 hasta la llegada de Herrera de Guatemala en abril de 1830 y su aparición en calidad del Jefe Supremo del Estado el 10 de mayo de 1830.
El nombramiento de Espinosa se efectuó en conformidad con la Constitución y en virtud del acuerdo de la Asamblea Legislativa del 8 de noviembre de 1830.
Gracias a la intervención del Gobierno Federal se logró poner fin a la anarquía y la guerra civil en Nicaragua, que caracterizaron el gobierno de Vicejefe Juan Argüello desde 1825, y establecer una relativa tranquilidad en el país. 
El Gobierno de Juan Espinosa tuvo como su residencia la ciudad de Rivas. 

### Designación de Granada como residencia del Poder Supremo
Con fecha 30 de enero de 1830 Juan Espinosa declaró la ciudad de Granada sede de los Poderes Supremos del Estado, realizando así una nueva transferencia de la ciudad capital de Nicaragua.